# Dot.
Dot. ist eine kanadisch-US-amerikanische Zeichentrickserie. Die Erstausstrahlung erfolgte am 6. September 2016 im kanadischen Fernsehnetzwerk CBC, im deutschsprachigen Raum startete die Serie am 1. Oktober 2018 auf Nickelodeon. Die Serie richtet sich vor allem an Kinder im Vorschulalter.
Die Serie basiert auf dem Kinderbuch Dot. der US-amerikanischen Unternehmerin Randi Zuckerberg, der älteren Schwester des Facebook-Gründers Mark Zuckerberg. Randi Zuckerberg war auch an der Produktion der Fernsehserie beteiligt.

## Handlung
Die Hauptfigur der Serie ist das technikbegeisterte, achtjährige Mädchen Dot. Mit ihren Freunden Hal, Ruby, Nev und Dev und Hund Scratch erlebt sie verschiedene Abenteuer und erkundet die Welt um sich herum. Dabei benutzt sie gerne moderne Technologien und naturwissenschaftliche Ansätze, um Situationen oder Probleme zu meistern, aber auch „klassische“ Werte wie Zusammenhalt, Vertrauen und Freundschaft helfen den Akteuren, ihren Alltag zu meistern und so spannend wie möglich zu gestalten.
Dot. soll Kindern, vor allem jungen Mädchen, einen altersgerechten Umgang mit neuen Technologien, Mathematik und Wissenschaften aufzeigen. Dots Schöpferin Randi Zuckerberg war es wichtig, Mädchen an die sogenannten STEM-Disziplinen heranzuführen (im deutschsprachigen Raum mit den MINT-Fächern gleichzusetzen). Zudem soll dargestellt werden, dass die Integration neuer Technologien in den Alltag als selbstverständlich angesehen werden sollte, solange dabei ein angemessenes Gleichgewicht eingehalten wird.

## Episoden
Bisher (Stand November 2018) wurden 78 Episoden der Serie in zwei Staffeln produziert.

## Synchronisation
Die deutschsprachige Synchronisation der Serie übernahm das CSC-Studio in Hamburg unter der Regie von Stephanie Damare.
| Rolle      | Englischer Sprecher | Deutscher Sprecher |
| ---------- | ------------------- | ------------------ |
| Dot        | Lilly Bartlam       | Elise Eikermann    |
| Hal        | Isaiah Slater       | Patrick Stamme     |
| Dots Vater | Terry McGurrin      | Martin Brücker     |

## Rezeption
Emily Ashby von der US-amerikanischen Organisation Common Sense Media, die Filme und Fernsehserien nach kindgerechten Aspekten bewertet, bescheinigt Dot. eine „hervorragende Vorbildrolle für Kinder“ und vergibt fünf von fünf möglichen Sternen. Besonders positiv wird die Fokussierung auf Kinder, insbesondere Mädchen hervorgehoben sowie die Art und Weise, wie die Serie darstellt, dass man Abenteuer und kindliches Spielen durchaus positiv mit Technologie und Naturwissenschaften verbinden kann, nämlich durch ein angemessenes Gleichgewicht zwischen „digitaler“ und „echter“ Welt.
Dot. wurde 2017 mit dem Kidscreen-Award in der Kategorie „Best New Series“ ausgezeichnet. Zudem erhielt die Serie Nominierungen bei den ACTRA-Awards 2017 in der Kategorie „Outstanding Performance – Voice“ für Lilly Bartlam sowie bei den Canadian Cinema Editors Awards 2017 in der Kategorie „Best Editing in Animation“ für die Episoden Remembering Ogopogo und Scaremaster 2.0.